# Albert Woll
Albert Woll (geb. 16. August 1906; gest. 8. November 1991) war ein deutscher Jurist. Im „Dritten Reich“ war er Amtsgerichtsrat beim Sondergericht Mannheim, nach Ende des NS-Staates Generalstaatsanwalt beim Oberlandesgericht Karlsruhe.

## Lebensweg
Albert Woll schloss sein Studium der Rechtswissenschaft an der Albert-Ludwigs-Universität Freiburg im Februar 1929 ab.
Durch Erlass des badischen Justizministers Johannes Rupp wurde am 27. März 1933 im Oberlandesgerichtsbezirk Karlsruhe das Sondergericht Mannheim errichtet. Woll wurde Amtsgerichtsrat an diesem Sondergericht. Als Beisitzer war Woll beteiligt am Todesurteil vom 13. Dezember 1943 auf Grundlage der „Volksschädlingsverordnung“ gegen den Schweizer Georg E., bei dem 15 Dosen mit Fleischkonserven gefunden worden waren, die aus dem Keller eines bei einem Bombenangriff auf Mannheim zerstörten Hauses stammten. Ebenfalls im Jahr 1943 war Woll an dem Verfahren wegen „Rundfunkvergehens“ gegen das Ehepaar Eva und Carl Hermann beteiligt.
Schon bald nach dem Ende des NS-Staates konnte Woll seine juristische Berufstätigkeit als Vize-Generalstaatsanwalt Nordbadens fortsetzen.
1949 lehnte Woll – als Vorgesetzter des zuständigen Oberstaatsanwalts Hans Stallmann in Heidelberg – ein Untersuchungsverfahren gegen den ehemaligen SS-Untersturmführer und damaligen Agenten des Counter Intelligence Corps (C.I.C.) Walter Hirschfeld ab, dessen Rolle beim unnatürlichen Tod der Ärztin Marianne Six, Schwester des NS-Funktionärs und SS-Brigadeführers Franz Six, undurchsichtig war.
Im März oder April 1961 wurde Woll durch Justizminister Wolfgang Haußmann zum Generalstaatsanwalt beim Oberlandesgericht Karlsruhe ernannt.
Nachdem die Juristin Barbara Just-Dahlmann im Jahr 1961 in einer Aufsehen erregenden Rede auf einer Tagung der Evangelischen Akademie Loccum die erschwerten Bedingungen für die Strafverfolgung gegen NS-Täter geschildert hatte, blockierte Woll als ihr Dienstvorgesetzter am 30. Juli 1964 wegen Just-Dahlmanns „Haltung“ ihre Beförderung zur Ersten Staatsanwältin bei der Staatsanwaltschaft Mannheim durch eine vernichtende Beurteilung ihrer Arbeit. Erst nach Interventionen, unter anderem von Hans Anschütz, wurde Just-Dahlmann im Juli 1965 doch noch zur Ersten Staatsanwältin ernannt.
Woll unterband in mehreren Fällen Ermittlungsverfahren gegen ehemalige NS-Juristen-Kollegen. Davon profitierte unter anderem der ehemalige Erste Staatsanwalt am deutschen Sondergericht in Prag, Hans Rehder-Knöspel, der sich dort an etlichen Todesurteilen, auch wegen geringfügiger Straftaten, beteiligt hatte.
Woll war im Jahr 1950 in ein Ermittlungsverfahren zur Erschießung von elf deutschen Marinesoldaten im Mai 1945 wegen „militärischen Aufruhrs“ (Meuterei) involviert. Noch in der Nacht vom 5. auf den 6. Mai 1945 wurden elf deutsche Matrosen wegen „militärischen Aufruhrs“ (Meuterei) von einem Kriegsgericht zum Tode verurteilt und erschossen, also nach der am 4. Mai 1945 unterzeichneten Teilkapitulation der Wehrmacht für Nordwestdeutschland, Dänemark und die Niederlande, die am Morgen des 5. Mai 1945 gegen 8 Uhr in Kraft getreten war. Im Herbst 1945 erwirkten Eltern eines der getöteten Matrosen die Eröffnung eines Gerichtsverfahrens gegen den Führer der Schnellboote, Kapitän Rudolf Petersen, und weitere sieben an der Exekution beteiligte Offiziere. Im Jahr 1950 wurde gegen den Gerichtsherrn des Meuterei-Verfahrens, den Führer der Minenschiffe Hugo Pahl, ein Ermittlungsverfahren eingeleitet. Ermittelnder Staatsanwalt war der Heidelberger Oberstaatsanwalt Hans Stallmann. Dieser empfahl die Einstellung des Ermittlungsverfahrens. Sein Vorgesetzter, Vizegeneralstaatsanwalt Woll, leitete im Juni 1950 einen entsprechenden Bericht Stallmanns wegen der „grundsätzlichen und politischen Bedeutung des Verfahrens“ an das Justizministerium in Stuttgart weiter, und schlug ebenfalls die Einstellung des Verfahrens vor, unter anderem auch weil dem Beschuldigten Hugo Pahl die am 4. Mai 1945 unterzeichnete Teilkapitulation aller deutschen Streitkräfte im Norden Europas noch nicht bekannt gewesen sei, als der die Todesurteile gegen die ihm unterstellten Seeleute bestätigte. Woll erhielt hierzu jedoch anders lautende Weisungen aus dem Justizministerium. Daraufhin erteilte Vizegeneralstaatsanwalt Woll dem Oberstaatsanwalt Stallmann den Auftrag, zu klären, welche völkerrechtliche Bedeutung die Teilkapitulation besessen habe und wie es sich genau mit deren Kenntnis und Nichtkenntnis verhalten habe, was, so Woll, aus verfahrenstaktischen Gründen zunächst geklärt werden könne. – Offenbar wollte Woll damit die ministerielle Anordnung unterlaufen. Der Heidelberger Oberstaatsanwalt Stallmann lieferte im September 1950 einen neuen Einstellungsvorschlag, der im Mai 1951 vom Justizministerium gebilligt wurde. Daraufhin stellte die Staatsanwaltschaft Heidelberg am 4. Juni 1951 das Verfahren ein; Pahl blieb straffrei.
Woll war noch bis mindestens 1970 Generalstaatsanwalt am Oberlandesgericht Karlsruhe. Sein weiterer Lebensweg ist nicht bekannt.